# 난장
난장(-場)은 장날 외에 특별히 며칠 간 부정기적으로 열리는 시장이다. 특수 지역이나 특산물이 일시에 생산되는 지방에서 지역 경기 활성화와 번영을 목적으로 열린다. 난장판이 여기에서 온 단어이다.